# Internazionali Femminili di Palermo 1995
Gli Internazionali Femminili di Palermo 1995 sono stati un torneo femminile di tennis giocato sulla terra rossa.
È l'8ª edizione degli Internazionali Femminili di Palermo, che fa parte della categoria Tier IV nell'ambito del WTA Tour 1995.Si è giocato a Palermo in Italia, dal 10 al 16 luglio 1995.

## Campionesse

### Singolare
Irina Spîrlea ha battuto in finale  Sabine Hack con il punteggio di 7–6, 6–2

### Doppio
Radka Bobková /  Petra Langrová hanno battuto in finale  Petra Schwarz /  Katarína Studeníková con il punteggio di 6–4, 6–1